# Marriage of Convenience
Marriage of Convenience (übersetzt „Scheinheirat“) ist ein britischer Kriminalfilm von Clive Donner aus dem Jahr 1960. Produziert wurde er von der Filmgesellschaft Merton Park Studios. Das Drehbuch stammt von Robert Banks Stewart und baut auf dem Roman The Three Oak Mystery (dt. Bei den drei Eichen) von Edgar Wallace auf. Der Film war der vierte Teil der Edgar Wallace Mysteries, einer Serie von 47 Edgar-Wallace-Verfilmungen der Merton Park Studios zwischen 1960 und 1965; in Deutschland wurde er nie gezeigt.

## Handlung
Der Räuber Larry Wilson wird für den Raub von 20.000 Pfund verhaftet und eingesperrt, kann jedoch aus dem Gefängnis fliehen. Dafür arrangiert er mit seinem Zellengenossen eine fingierte Hochzeit mit dessen Stieftochter Barbara Blair. Nach seiner Flucht versucht er Kontakt mit seiner früheren Komplizin Tina aufzunehmen und erfährt dadurch, dass sie mittlerweile mit dem Polizisten John Mandle verheiratet ist. Mandle hatte Wilson damals verhaftet, und um sich zu rächen, spürt dieser das Paar am Meer auf, wo er und Tina die Beute aus dem Raub versteckt hatten. Inspector Jack Bruce verfolgt die Spur von Wilson und deckt so ebenfalls das Geheimnis seines früheren Rivalen Mandle und der Räuberkomplizin Tina auf. Es gelingt ihm schließlich, alle drei zu verhaften.

## Kritiken
Joachim Kramp und Jürgen Wehnert zitieren in ihrem Das Edgar Wallace Lexikon von 2004 eine Kritik des Monthly Film Bulletin zum Film. Demnach sei der Film „im großen und ganzen eine enttäuschende Ergänzung der neuen Edgar-Wallace-Serie von Merton Park.“ Der „überraschend steife Stil“ des Regisseurs Clive Donner könne „das gesamte amateurhafte Niveau von Darstellung und Drehbuch nicht ausgleichen“.

## Belege
1. ↑  
„Marriage of Convenience.“ In: Joachim Kramp, Jürgen Wehnert: Das Edgar Wallace Lexikon. Leben, Werk, Filme. Es ist unmöglich, von Edgar Wallace nicht gefesselt zu sein! Verlag Schwarzkopf & Schwarzkopf, Berlin 2004; S. 420. ISBN 3-89602-508-2.
2. ↑  
Kritik vom Monthly Film Bulletin vom Januar 1961, zitiert nach „Marriage of Convenience.“ In: Joachim Kramp, Jürgen Wehnert: Das Edgar Wallace Lexikon. Leben, Werk, Filme. Es ist unmöglich, von Edgar Wallace nicht gefesselt zu sein! Verlag Schwarzkopf & Schwarzkopf, Berlin 2004; S. 420. ISBN 3-89602-508-2.